# Línea 68 (Córdoba)
La Línea 68 es una línea de transporte urbano de pasajeros de la ciudad de Córdoba, Argentina. El servicio está actualmente operado por la empresa Coniferal.
Anteriormente el servicio de la línea 68 era operado por la empresa TAMSE a través de la línea R12 desde 2002 y su recorrido terminaba en Villa Retiro al norte de la ciudad, hasta que el 1 de marzo de 2014 con la implementación del nuevo sistema de transporte público, la R12 se fusiona como 68 de Coniferal y su recorrido actualmente finaliza en Humberto 1° y Sucre en el Área Central

## Recorrido
Servicio diurno.
Ida: Av. Córdoba antes de Chubut- Chubut - Av. San Martin - 3100 metros -en cruce con Camino a Chacra de la Merced girar a la Izquierda 1000 metros hasta el kilómetro 10 y regresar por esta misma derecho, cruzar Av. Circunvalacion y continuar derecho por Bajada de Piedra 2800 metros hasta 24 de septiembre – Gavilán – Libertad – Eufrasio Loza – Sarmiento antes de Maipú (Inicia Vuelta Redonda).
Regreso: (Inicia Vuelta Redonda) Sarmiento antes de Maipú- por Sarmiento - Humberto 1.º -  Sucre - Av. Colon - Olmos antes de S. del Estero - (Finaliza vuelta redonda)- Olmos- 24 de Septiembre - Achupayas - Bajada de Piedra 2800 metros - Cruza Av. Circunvalacion - y continua Derecho por Camino a Chacra de la Merced 7000 metros, llegar hasta kilómetro 10  y regresar por esta misma hasta tomar Av. San Martin - 3100 metros hasta calle Chubut- Ingreso a Playa.